# Glyphodactyla
Glyphodactyla is een geslacht van kevers uit de familie van de loopkevers (Carabidae). De wetenschappelijke naam van het geslacht is voor het eerst geldig gepubliceerd in 1837 door Chaudoir.

## Soorten
Het geslacht Glyphodactyla is monotypisch en omvat slechts de volgende soort:
- Glyphodactyla femoralis Chaudoir, 1837